# Macrolophus lopezi
Macrolophus lopezi är en insektsart som först beskrevs av Van Duzee 1923.  Macrolophus lopezi ingår i släktet Macrolophus och familjen ängsskinnbaggar. Inga underarter finns listade i Catalogue of Life.